# Dinero por decreto
El dinero por decreto, comúnmente llamado dinero fíat (del latín fiat, 'hágase') es una forma de dinero fiduciario cuya cualidad de dinero proviene de su declaración por parte del Estado como tal. A pesar de no ser términos equivalentes, con frecuencia las expresiones dinero fíat y dinero fiduciario se usan equivocadamente como sinónimos. Son monedas fíat el dólar estadounidense, el euro, el yen y las principales monedas de reserva desde el fin de Bretton Woods en 1971.
Este es un tipo de dinero que no está respaldado por ninguna mercancía, como el oro o la plata, y que suele ser declarado de curso legal por un decreto del gobierno y mediante regulación gubernamental.
El dinero fíat no tiene valor intrínseco y no tiene valor de uso. Tiene valor porque el gobierno que le da el estatus de moneda de curso legal recauda los impuestos en dicha moneda, haciendo necesaria su obtención por parte de los contribuyentes; las personas lo usan como unidad de cuenta o, en el caso de la moneda, como medio de cambio. Confían en que será aceptado por comerciantes y otras personas.
El dinero fíat es una alternativa al dinero mercancía, una moneda que tiene valor intrínseco porque contiene un metal precioso, como el oro o la plata, incrustado en la moneda. El dinero fíat también se diferencia del dinero representativo, que tampoco tiene valor intrínseco, pero está respaldado por un metal precioso u otra mercancía y se convierte en ella. El dinero fíat puede parecerse al dinero representativo (como los billetes de papel). Sin embargo, el primero no tiene respaldo, mientras que el segundo representa un derecho sobre una mercancía (que puede canjearse en mayor o menor medida).
El dinero fíat puede ser:
- Cualquier dinero que no esté respaldado por una mercancía.
- Dinero declarado por una persona, institución o gobierno como moneda de curso legal,[5] lo que significa que debe ser aceptado en pago de una deuda en circunstancias específicas.[6]
- Dinero emitido por el estado que no es convertible a otra cosa a través de un banco central ni tiene un valor fijo en términos de ningún estándar objetivo.[7]
- Dinero utilizado por decreto del gobierno.[3]
- Un objeto sin valor que sirve como medio de intercambio[8] (también conocido como dinero fiduciario).[9]

El término fiat deriva de la palabra latina fiat, que significa "hágase" usado en el sentido de una orden, decreto o resolución.

## Diferencia con eldinero fiduciario
El concepto de dinero por decreto se diferencia del de fiduciario en que el primero refiere a una imposición legal del gobierno que lo administra y le da el estatus de moneda de curso legal, mientras que el segundo solo hace alusión a la confianza que tienen los agentes económicos en que el activo sea aceptado como medio de intercambio.

## Tratamiento en economía
En economía monetaria, el dinero fiduciario es un objeto o registro intrínsecamente sin valor que se acepta ampliamente como medio de pago. En consecuencia, el valor del dinero fiduciario es mayor que el valor de su contenido de metal o papel.
Una justificación para el dinero fiduciario proviene de un modelo microfundado. En la mayoría de los modelos económicos, los agentes son intrínsecamente más felices cuando tienen más dinero. En un modelo de Lagos y Wright, el dinero fiduciario no tiene un valor intrínseco, pero los agentes obtienen más de los bienes que quieren cuando comercian, suponiendo que el dinero fiduciario sea valioso. El valor del dinero fiduciario es creado internamente por la comunidad y, en equilibrio, hace posibles intercambios que de otro modo serían inviables.
Otro modelo matemático que explica el valor del dinero fiduciario proviene de la teoría de juegos. En un juego donde los agentes producen e intercambian objetos, puede haber múltiples equilibrios de Nash donde los agentes se conforman con un comportamiento estable. En un modelo de Kiyotaki y Wright, un objeto sin valor intrínseco puede tener valor durante el comercio en uno (o más) de los equilibrios de Nash.

## Historia
El dinero por decreto se introdujo como alternativa al dinero mercancía y al dinero representativo, convirtiéndose en el modelo predominante actualmente a nivel global. Según los historiadores se introdujo por primera vez en el siglo XI en China, siendo un factor importante para la expansión de las dinastías Yuan y Ming.
La era contemporánea del dinero fíat comenzó con el llamado «Nixon Shock» de 1971, el cual abolió el sistema de respaldo en metales preciosos del dólar estadounidense según los Acuerdos de Bretton Woods.

### China
China tiene una larga historia con el papel moneda, que comenzó en el siglo VII DC. Durante el siglo XI, el gobierno estableció el monopolio de su emisión y, hacia fines del siglo XII, se suspendió la convertibilidad. El uso de ese dinero se generalizó más tarde, durante las dinastías Yuan (1271-1368) y Ming (1368-1644).
Fue en la época de la Dinastía Song (960-1279), alrededor del siglo X, cuando se realizaron las primeras emisiones de papel moneda en China. En ese momento, se emitieron los primeros billetes de Jiaozi. Aunque los billetes se valoraban a una determinada tasa de cambio por oro, plata o seda, en la práctica nunca se permitía la conversión. Inicialmente, los billetes debían canjearse después de tres años de servicio, para ser reemplazados por nuevos billetes por un cargo por servicio del 3%, pero, a medida que se imprimían más sin que se retiraran los billetes, la inflación se hizo evidente. El gobierno hizo varios intentos de mantener el valor del Jiaozi exigiendo impuestos en parte en moneda y promulgando otras leyes, pero el daño ya estaba hecho y los billetes se desfavorecieron.
La siguiente Dinastía Yuan (1271-1368) fue la primera dinastía de China en utilizar papel moneda como medio de circulación predominante. El fundador de la Dinastía Yuan, Kublai Khan, emitió el papel moneda conocido como Chao durante su reinado (1271-1294). Las notas originales durante la Dinastía Yuan estaban restringidas en área y duración como en la Dinastía Song.
Durante el siglo XIII, Marco Polo describió el dinero fiduciario de la Dinastía Yuan en su libro: "Los viajes de Marco Polo".

Todos estos pedazos de papel se emiten con tanta solemnidad y autoridad como si fueran de oro o plata puros... y de hecho todos los toman con gusto, porque dondequiera que una persona vaya a través de los dominios del Gran Kaan encontrará estos pedazos de papel. corriente, y podrá tramitar todas las ventas y compras de bienes por medio de ellos tan bien como si fueran monedas de oro puro.
Marco Polo, Los viajes de Marco Polo

### Europa
Washington Irving registra un uso de emergencia de papel moneda por parte de los españoles para un asedio durante la Conquista de Granada (1482-1492).
En 1661, Johan Palmstruch emitió el primer papel moneda regular en Occidente, por cédula real del Reino de Suecia, a través de una nueva institución, el Banco de Estocolmo. Si bien este papel moneda privado fue en gran medida un fracaso, el parlamento sueco finalmente asumió el control de la emisión de papel moneda en el país.
En 1745, el papel moneda sueco era inconvertible en oro o plata, pero el gobierno exigía su aceptación. Esta moneda fiduciaria se depreció tan rápidamente que en 1776 volvió al patrón plata.
También cabe mencionar la emisión de dinero fiduciario por el Banco de Ámsterdam en 1683.

### Nueva Francia 1685–1770
Durante el siglo XVII, en la Nueva Francia, ahora parte de Canadá, el medio de intercambio universalmente aceptado era la piel de castor. A medida que la colonia se expandió, las monedas de Francia comenzaron a usarse ampliamente, pero generalmente había escasez de monedas francesas.
En 1685, las autoridades coloniales de Nueva Francia se encontraron gravemente escasos de dinero. Una expedición militar contra los iroqueses salió mal y los ingresos fiscales se redujeron, lo que redujo las reservas de dinero del gobierno. Por lo general, cuando faltaban fondos, el gobierno simplemente retrasaba el pago de las compras a los comerciantes, pero no era seguro retrasar el pago a los soldados debido al riesgo de motín.
En ese contexto, Jacques de Meulles, el intendente de Finanzas, concibió una ingeniosa solución ad hoc: la emisión temporal de papel moneda para pagar a los soldados, usando de cartas de baraja. Confiscó todos las cartas de baraja de la colonia, los hizo cortar en pedazos, escribió denominaciones en los pedazos, los firmó y se los entregó a los soldados como pago en lugar de oro y plata. Debido a la escasez crónica de dinero de todo tipo en las colonias, los comerciantes y el público aceptaron fácilmente estas tarjetas y circularon libremente por su valor facial.
Esta acción estaba prevista para ser puramente un recurso temporal, y no fue hasta años más tarde que su papel como medio de intercambio fue reconocido. La primera emisión de dinero usando naipes se produjo en junio de 1685 y se canjeó tres meses después. Sin embargo, la escasez de monedas metálicas volvió a ocurrir y se realizaron más emisiones de tarjetas durante los años siguientes. Debido a su amplia aceptación como dinero y la escasez general de monedas metálicas en la colonia, muchos de los naipes no se canjearon pero continuaron circulando, actuando como un sustituto útil de las escasas monedas de oro y plata de Francia. Finalmente, el Gobernador de Nueva Francia reconoció su útil papel como medio de intercambio circulante.
A medida que las finanzas del gobierno francés se deterioraron debido a las guerras europeas, redujo su asistencia financiera a sus colonias, por lo que las autoridades coloniales de Canadá dependieron cada vez más del dinero de las tarjetas. En 1757, el gobierno suspendió todos los pagos en moneda y, en cambio, los pagos se realizaron solo en papel. En una aplicación de la Ley de Gresham (el dinero malo expulsa al bueno), la gente atesoraba oro y plata y realiza tus pagos solo con papel moneda.
Los costos de la guerra de los Siete Años dieron como resultado una fuerte inflación en Nueva Francia. Después de la conquista británica en 1760, el papel moneda quedó casi sin valor, pero el negocio no terminó porque el oro y la plata que se habían atesorado volvieron a circular. Por el Tratado de París (1763), el gobierno francés acordó convertir el dinero de la tarjeta pendiente en obligaciones, pero con el gobierno francés esencialmente en bancarrota, estos bonos fueron incumplidos y en 1771 ya no tenían valor.

### Estados Unidos

#### SiglosXVIIIyXIX
Una de las primeras formas de moneda fiduciaria en las colonias norteamericanas eran los "billetes de crédito". Los gobiernos provinciales produjeron billetes que eran moneda fiduciaria, con la promesa de permitir a los tenedores pagar impuestos con esos billetes. Los pagarés se emitían para pagar obligaciones corrientes y podían utilizarse para impuestos recaudados en un momento posterior. Dado que los billetes estaban denominados en la unidad de cuenta local, circulaban de persona a persona en transacciones no tributarias. Este tipo de notas se emitieron particularmente en Pensilvania, Virginia y Massachusetts. Ese dinero se vendió con un descuento de plata, que el gobierno gastaría y expiraría en una fecha fija más tarde.
Los billetes de crédito han generado cierta controversia desde sus inicios. Quienes han querido subrayar los peligros de la inflación han hecho hincapié en las colonias donde las letras de crédito se depreciaron de forma más espectacular: Nueva Inglaterra y las Carolinas. Quienes han querido defender el uso de letras de crédito en las colonias han enfatizado las colonias medias, donde la inflación era prácticamente inexistente.
Las potencias coloniales introdujeron conscientemente monedas fiduciarias respaldadas por impuestos (por ejemplo, impuestos de cabaña (por casa) o impuestos de capitación (por persona) para movilizar recursos económicos en sus nuevas posesiones, al menos como un arreglo transitorio. El propósito de tales impuestos fue servido más tarde por los impuestos a la propiedad. El ciclo repetido de dinero duro deflacionario, seguido de papel moneda inflacionario, continuó durante gran parte de los siglos XVIII y XIX. A menudo, las naciones tenían monedas duales, con el comercio de papel con algún descuento al dinero que representaba la especie (dinero mercancía).
Los ejemplos incluyen:
1. los proyectos de ley “Continentales” emitidos por el Congreso de los Estados Unidos antes de la Constitución de los Estados Unidos (Congreso Continental);
2. ducados de papel versus oro en la era napoleónica de Viena, donde el papel a menudo se negociaba, contra el oro, a 100:1;
3. la Burbuja de los Mares del Sur, que produjo billetes de banco que no representaban reservas suficientes; y
4. el esquema de la Compañía de Misisipi de John Law.

Durante la guerra civil estadounidense, el gobierno federal emitió billetes de los Estados Unidos, una forma de moneda fiduciaria de papel conocida popularmente como "billetes verdes". Su emisión fue limitada por el Congreso a poco más de $ 340 millones. Durante la década de 1870, el Partido de los Billetes Verdes (Greenback Party) se opuso a la retirada de los billetes de la circulación.

### SigloXX
Después de la Primera Guerra Mundial, los gobiernos y los bancos en general aún prometían convertir billetes y monedas en su mercancía nominal (reembolso por especie , típicamente oro) a pedido. Sin embargo, los costos de la guerra y las reparaciones necesarias y el crecimiento económico basado en los préstamos del gobierno hicieron que los gobiernos suspendieran la redención en especie.
Algunos gobiernos tuvieron cuidado de evitar el impago soberano, pero no desconfiaron de las consecuencias de pagar deudas al consignar efectivo recién impreso no asociado con un patrón de metal a sus acreedores, lo que resultó en hiperinflación, por ejemplo, la hiperinflación en la República de Weimar.
Entre 1944 y 1971, el Acuerdo de Bretton Woods fijó el valor de 35 dólares estadounidenses a una onza troy de oro. Otras monedas se calibraron con el dólar estadounidense a tasas fijas. EE. UU. prometió redimir dólares con oro transferido a otros bancos nacionales. Los desequilibrios comerciales se corrigieron mediante canjes de reservas de oro o mediante préstamos del Fondo Monetario Internacional (FMI).
El Sistema de Bretton Woods terminó con lo que se conoció como el shock de Nixon. Esta fue una serie de cambios económicos del presidente de los Estados Unidos, Richard Nixon, en 1971, incluida la cancelación unilateral de la convertibilidad directa del dólar de los Estados Unidos en oro. Desde entonces, se ha utilizado a nivel mundial un sistema de dinero emitido por decreto (y a la vez fiduciario) nacional, con tipos de cambio variables entre las principales monedas.

## Creación y regulación del dinero
Actualmente, en la mayoría de los casos: un Banco Central introduce dinero nuevo en una economía comprando activos financieros o prestando dinero a instituciones financieras. Luego, los bancos comerciales redistribuyen o reutilizan este dinero base mediante la creación de crédito a través de la banca de reserva fraccionaria, lo que expande la oferta total de "dinero en sentido amplio" (efectivo más depósitos a la vista).
En las economías modernas, relativamente poco de la oferta de dinero en sentido amplio es moneda física. Por ejemplo, en diciembre de 2010 en EE. UU., de los 8.853,400 millones de dólares de oferta monetaria amplia (M2), solo 915,700 millones de dólares (alrededor del 10%) consistían en monedas físicas y papel moneda. La fabricación de nuevo dinero físico suele ser responsabilidad del banco central o, a veces, de la tesorería del gobierno.
En 1985, el Banco de Pagos Internacionales empezó a publicar una revisión detallada de la evolución de los sistemas de pago en los países del Grupo de los Diez (G-10), en el primero de una serie que se conoce como "libros rojos". Actualmente, los libros rojos cubren los países participantes en el Comité de Pagos e Infraestructuras de Mercado (CPMI). En la siguiente tabla se muestra un resumen del libro rojo del valor de los billetes y monedas en circulación, donde la moneda local se convierte a dólares estadounidenses utilizando las tasas de fin de año. El valor de esta moneda física como porcentaje del PIB varía desde un máximo del 19,4 % en Japón hasta un mínimo del 1,7 % en Suecia, siendo el promedio general para todos los países de la tabla del 8,9 % (7,9 % para EE. UU.).
Billetes y monedas en circulación (a 31/12/2015)
| País             | Billones de dólares | Per cápita |
| ---------------- | ------------------- | ---------- |
| Estados Unidos   | $1,425              | $4,433     |
| Eurozona         | $1,210              | $3,571     |
| Japón            | $857                | $6,739     |
| India            | $251                | $195       |
| Rusia            | $117                | $799       |
| Reino Unido      | $103                | $1,583     |
| Suiza            | $76                 | $9,213     |
| Corea            | $74                 | $1,460     |
| México           | $72                 | $599       |
| Canadá           | $59                 | $1,641     |
| Brasil           | $58                 | $282       |
| Australia        | $55                 | $2,320     |
| Arabia Saudita   | $53                 | $1,708     |
| RAE de Hong Kong | $48                 | $6,550     |
| Turquía          | $36                 | $458       |
| Singapur         | $27                 | $4,911     |
| Suecia           | $9                  | $872       |
| Sudáfrica        | $6                  | $113       |
| Promedio total   | $4,536              | $1,558     |

## Inflación
Ver también: Inflación
La adopción de la moneda fiduciaria por parte de muchos países, a partir del siglo XVIII, posibilitó variaciones mucho más significativas en la oferta de dinero. Desde entonces, se han producido aumentos considerables de la recaudación de papel moneda en varios países, produciendo hiperinflaciones, es decir, episodios de tasas de inflación extremas mucho más significativas que las observadas durante los anteriores periodos de dinero mercancía. La hiperinflación de la República Alemana de Weimar es un ejemplo notable.
Los economistas de algunas corrientes económicas creen que las altas tasas de inflación y la hiperinflación están causadas por un crecimiento excesivo de la oferta monetaria. Otros difieren, argumentando que las elevadas emisiones de moneda son una consecuencia y no una causa en los episodios hiperinflacionarios, ya que en todos los casos conocidos había una fuerte crisis previa a la emisión. La teoría económica dominante promueve una tasa de inflación baja y constante (Monetarismo). El supuesto fundamental es que una inflación pequeña (en lugar de cero o negativa) reduce la gravedad de las recesiones económicas al permitir que el mercado laboral se ajuste más rápidamente a una recesión y reduce el riesgo de que una trampa de la liquidez (una reticencia a prestar dinero debido a las bajas tasas de interés) impida a la política monetaria estabilizar la economía.
Sin embargo, el crecimiento de la oferta monetaria no siempre provoca un aumento nominal de los precios. Por el contrario, el crecimiento de la oferta monetaria puede dar lugar a precios estables cuando, de otro modo, estarían disminuyendo. Algunos economistas sostienen que, con las condiciones de una trampa de la liquidez, las grandes inyecciones monetarias son como "empujar en una cuerda".
La tarea de mantener la tasa de inflación pequeña y estable suele ser tarea de las autoridades monetarias. Estas autoridades monetarias son los bancos centrales que controlan la política monetaria mediante la fijación de las tasas de interés, las operaciones de mercado abierto y el establecimiento de los requisitos de reservas bancarias.

## Pérdida de respaldo
Una moneda fíat pierde notablemente su valor en caso de que el gobierno o el banco central emisor pierda la capacidad o se niegue a seguir garantizando su valor. La consecuencia habitual es la hiperinflación. Ejemplos de ello son el dólar de Zimbabue, el dinero de China durante 1945 y el marco de la República de Weimar (llamado Papiermark) durante 1923. Un ejemplo más reciente es la inestabilidad monetaria en Venezuela que comenzó en 2016 durante la actual crisis socioeconómica y política del país. Pero esto no tiene por qué ocurrir, sobre todo si una moneda sigue siendo la más fácil de conseguir; por ejemplo, el dinar iraquí anterior a 1990 siguió manteniendo su valor en el Gobierno Regional del Kurdistán incluso después de que se pusiera fin al estatus de moneda de curso legal del gobierno iraquí, que emitió los billetes.

## Instituciones
Según un informe del Banco Central Europeo publicado en febrero de 2015 es dinero fíat «aquel dinero establecido por un gobierno para enfocar una economía hacia un cierto medio de intercambio (p. ej. el euro, dólar o yen, entre otros)».